# Cyclocodon
Cyclocodon es un género de plantas con flores perteneciente a la familia Campanulaceae.    Comprende 9 especies descritas y de estas, solo 2 aceptadas.

## Taxonomía
El género fue descrito por Griff. y publicado en Not. Pl. Asiat. 4: 277. 1854

## Especies aceptadas
A continuación se brinda un listado de las especies del género Cyclocodon aceptadas hasta octubre de 2013, ordenadas alfabéticamente. Para cada una se indica el nombre binomial seguido del autor, abreviado según las convenciones y usos.
- Cyclocodon lancifolius (Roxb.) Kurz
- Cyclocodon parviflorus (Wall. ex A.DC.) Hook.f. & Thomson